# Misau
Misau (també apareix com Missau o Messau) és una ciutat de Nigèria, a l'estat de Bauchi, al nord del país, a 8 km al nord-oest del riu Misau, el tram superior del Komadugu Guanya. Es troba a la branca nord de la xarxa viària principal i està en una cruïlla de carreteres locals. És capital de l'emirat tradicional de Misau i d'una àrea de govern local (LGA) la qual té una població de 263.487 habitants.
La majoria dels habitants musulmans de Misau, principalment fulani i haussa, són agricultors que cultiven mill, sorgo, maní, cacauets, cotó, caupí, i anyil i es dediquen també a la cria de bestiar (cabres, ovelles, rucs i cavalls). Teixit del cotó i tenyit són activitats locals importants. La ciutat és la seu de l'Institut Granja Alhapri. Disposa també d'una escola secundària i un hospital.